# Varice
 Mise en garde médicale
Les varices sont des dilatations permanentes des veines, le plus souvent sur un membre inférieur. La varice des membres inférieurs est une dilatation des veines sous-cutanées dont le diamètre est supérieur à 3 mm. Les varices sont habituellement sinueuses. Elles sont le siège d'un reflux sanguin.
Seul le doppler permet d'authentifier ce reflux.
Les varices spécifiques telles que les varices de l'œsophage ne sont pas traitées dans cet article.

## Épidémiologie
Absente ailleurs, c'est une des pathologies les plus fréquentes de la population adulte du monde occidental, puisque 75 % des Français en seront atteints et 25 % nécessiteront des soins médicaux ou chirurgicaux.
C'est une maladie multifactorielle dans laquelle l'alimentation, l'hérédité, la sédentarité, le surpoids, l'exposition à la chaleur et les grossesses sont les principaux facteurs de risque.

## Conséquence
La dilatation des veines touchées perturbe l'écoulement unidirectionnel du sang vers le cœur, les valvules n'assurant plus leur fonction anti-reflux. C'est une atteinte de la paroi de la veine.

## Cause
L'alimentation de type occidental semble être la cause la plus importante,.
Parmi les populations ayant adopté l'alimentation de type occidental, l'hérédité est l'une des causes de l'apparition des varices. Plus il y a de membres dans une famille qui ont des varices, plus le risque est grand d'en avoir un jour. Les risques de développer des varices pour une personne dont les deux parents sont atteints seraient de 90 %. Lorsqu'un seul des deux parents est atteint, le risque chute alors à 62 % pour l'enfant de sexe féminin et de 25 % pour l'enfant de sexe masculin. Si aucun parent n'est atteint, les risques de développer des varices sont de 20 %, peu importe le sexe de l'enfant.
Différents facteurs aggravants existent : grossesse (facteur hormonal) surtout si elles sont répétées, position debout ou assise prolongée, obésité, constipation, port de vêtements qui serrent (jarretières, gaines, bas), chaleur et certains exercices comme la musculation et l'haltérophilie, ils exercent une pression néfaste sur le réseau veineux, augmentant les douleurs aux jambes et les risques de varices chez les personnes prédisposées. Les personnes de grande taille ont également plus de propension à avoir des varices.
L'occlusion du réseau veineux profond (phlébite) entraîne également une dilatation du réseau veineux superficiel pour prendre en charge le retour veineux.

## Les différents types de varices

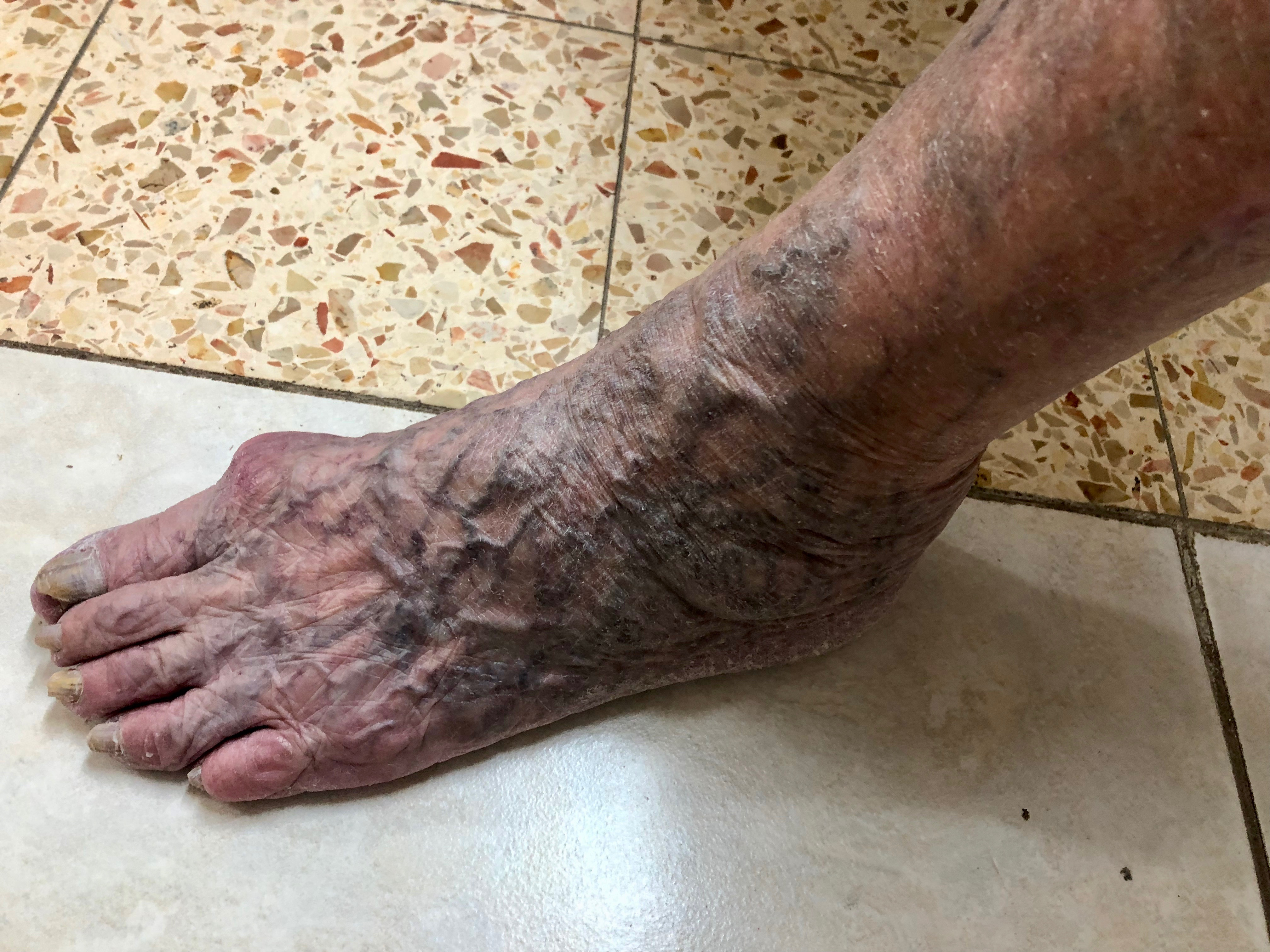
Varices du pied d'une personne d'origine maghrébine à l'alimentation méditerranéenne, soumise à la position debout et à la chaleur.

Il est important de différencier les varicosités (petites dilatations intra-dermiques de moins de 3 mm) des varices à proprement parler.
Pour l'essentiel, les varices touchent les membres inférieurs. Elles peuvent être soit primaires, soit secondaires à une maladie post-phlébitique. Une varice est dite « primaire », lorsqu'elle survient d'elle-même, sans facteur mécanique causal. Elle est dite « secondaire » lorsqu'elle survient à la suite d'un autre problème sous-jacent tel une obstruction sur des vaisseaux profonds (elle sert alors de voie de circulation alternative), un reflux veineux profond (à la suite d'une absence congénitale de valvules veineuses ou à une destruction post-thrombotique) ou plus rarement lors de shunt artério-veineux (connexion pathologique d'une artère directement dans une veine).

## Diagnostic
Le diagnostic est clinique et confirmé si besoin par échodoppler.

### Signes
Les symptômes comportent des sensations de jambes lourdes et fatigables. Il peut exister des œdèmes, des démangeaisons. Ces symptômes sont fréquents mais, le plus souvent, sans rapport avec la présence d'une dilatation veineuse.
L'examen clinique doit rechercher également une cause de compression veineuse haute (masse abdominale, symptôme digestif…).
Localement, outre la dilatation veineuse peut être mises en évidence une altération de la couleur de la peau, une ulcération…

### Examens complémentaires

#### Doppler
L'échographie Doppler permet d'effectuer le bilan hémodynamique, l'échomarquage et la cartographie : le Doppler renseigne et quantifie les flux du sang dans les vaisseaux avec leur direction et l'échographie permet de visualiser les ponts de reflux.

#### Phlébographie
Il s'agit d'une radiographie du réseau veineux que l'on réalise en injectant dans les veines du pied un produit de contraste dont on suit la progression. Elle n'est plus du tout pratiquée dans le bilan des varices. Ses indications sont aujourd'hui limitées à l'étude du réseau veineux profond dans le cadre du bilan en vue d'une chirurgie réparatrice.

## Évolution et complications
Une varice non compliquée et non symptomatique a peu de risque de se compliquer.
Les différentes complications sont la survenue d'une thrombose veineuse profonde (ou phlébite), la rupture avec hémorragie, la formation d'un ulcère.

## Prévention
Elle comprend des mesures préventives au premier rang desquels une bonne hygiène de vie comprenant en particulier une activité physique adaptée de type endurance (marche à pied, vélo, natation, ski de fond), le contrôle du poids et l'évitement de l'exposition à la chaleur, la lutte contre la constipation.
Le port régulier d'une compression élastique de type « bas à varices » est très utile dans les populations exposées.
L'arrêt du tabac est préconisé. La surélévation des membres, facilitant le retour veineux et la décompression des varices est conseillée.

## Traitement
La prise en charge des varices a fait l'objet de la publication de recommandations de la Société américaine de chirurgie vasculaire, datant de 2011.
Une varice non compliquée et non symptomatique ne requiert aucune prise en charge médicale ou chirurgicale, sauf à visée esthétique.
L'indication d'un traitement de simples varicosités est seulement à but esthétique. Plusieurs méthodes sont disponibles comme la sclérothérapie, la thermocoagulation ou l'application de laser. La sclérothérapie permet une amélioration dans 70 % des cas et le port d'une contention durant quelques semaines après les séances améliore les résultats.
Les mesures radicales visent pour la plupart à supprimer le reflux dans les veines pathologiques, soit par chirurgie, soit par sclérose, que cette dernière soit chimique (injections) ou physique (closure, laser).
Le bilan médical permet de suivre l'évolution de la maladie et, éventuellement, se poser la question d'un traitement chirurgical.
Le traitement des symptômes peut être fait par certains médicaments dits « veinotoniques » : bioflavonoïdes ou des flavonoïdes comme l'aescine; l'hespéridine, la rutoside (ou rutine), la troxérutine, la vitamine P, etc. Leur efficacité réelle n'est pas toujours prouvée.

### Compression élastique
Les bas de compression (aussi appelés bas de contention) permettent de rétablir une meilleure circulation sanguine en comprimant les veines dilatées et l'œdème. Suivant leur longueur on parle de bas, voire de collants, ou de chaussettes. Il existe plusieurs forces de compression adaptés à l'évolution de la maladie et les produits s'achètent en pharmacie et dans les magasins d'orthopédie. Il est utile de les porter aussi souvent que possible, d'où l'importance de choisir un article efficace et adapté à la morphologie et à l'activité de chacun. Il existe cependant de nombreux cas où la pose est difficile (douleurs, problèmes articulaires…) ou mal supportée (chaleur…).
La compression est efficace pour la prise en charge des ulcères de la jambe, les symptômes des varices et les œdèmes. Elle est efficace sur l'évolution des ulcères variqueux et diminue significativement le risque de récidive si la compression est prolongée plusieurs années. En l'absence d'ulcère, son utilité reste discutée en dehors des symptômes, en partie sans doute en raison d'une observance médiocre secondaire aux difficultés de mise en place chez certaines personnes.
Pendant le traitement des ulcères du membre inférieur, la compression élastique sera assurée par un bandage élastique qui permet le maintien en place d'un pansement.

### Traitement médicamenteux
Seule la pentoxifylline a prouvé une efficacité, qui reste néanmoins modérée.

### Traitements chirurgicaux
De nombreuses techniques chirurgicales sont pratiquées depuis plus d'un siècle, depuis les plus lourdes comme le « stripping » sous anesthésie générale, rachianesthésie ou anesthésie par intumescence avec hospitalisation, jusqu'aux plus légères comme les « phlébectomies superficielles » et la cure CHIVA réalisée en ambulatoire.

#### Avant l’intervention
Afin de déterminer un reflux dans les veines saphènes, le chirurgien prescrit un examen Doppler, c’est-à-dire un examen échographique qui permet d’explorer les flux sanguins intravasculaires.
L'angiologue peut ainsi établir une cartographie des varices qui localise les reflux et les points de fuite et qui déterminera les principales veines superficielles qui sont saines. Avant l’intervention, il est important de se raser les membres inférieurs et de se laver avec de la bétadine avant d’arriver à l’hôpital. Le chirurgien marquera préalablement au stylo-feutre les varices afin de bien repérer les branches variqueuses quelques heures avant l’opération.

#### Stripping
Il existe différentes techniques chirurgicales pour opérer les varices. Mais la plus pratiquée est le stripping, également appelé éveinage.
Lorsque les valves principales des veines saphènes ne présentent pas d’anomalies, une simple extraction des branches variqueuses est possible. Par contre, lorsque les varices sont importantes et qu’il y a une insuffisance des valves des troncs des saphènes, le stripping est souvent pratiqué.
Le stripping consiste à enlever la veine saphène, le plus souvent avec ses branches « stripping + phlébectomies » sous anesthésie générale, rachianesthésie ou anesthésie par intumescence.
L’opération se déroule en trois étapes : la crossectomie, le stripping proprement dit et l’élimination des petites varices résiduelles (phlébectomie) :
- la crossectomie consiste à interrompre le lien entre la veine malade et le système veineux profond. Pour la grande saphène, une incision est faite au pli de l'aine, une autre à la cheville ou au jarret et pour la petite saphène, une incision derrière le genou et la deuxième également à la cheville ou au mollet. Une ligature sera réalisée là où la veine se jette dans le système veineux profond ;
- le stripping consiste à enlever l’entièreté de la veine saphène interne (grande veine) défaillante, qui s’étend de la cheville à l’aine ou, plus simplement, il s'agit d’extraire les veines superficielles n’ayant plus aucune fonction utile. Une incision à la cheville ainsi qu’à la partie terminale de la veine sera pratiquée ; la veine sera donc sectionnée à ses deux extrémités. Un guide flexible, également appelé « stripper » sera introduit dans la veine à partir de la cheville de manière qu’il ressorte à l’autre extrémité, dans l’aine. Une « olive » ayant un plus grand diamètre que la veine sera fixée au bout du stripper. Lorsque l’on fera descendre celui-ci, l’olive entraînera la veine qui sera ainsi retirée de la jambe. Cependant, l’éveinage par invagination est plus courant. Cette méthode consiste à retourner la veine saphène sur elle-même, comme un gant, sur un fil. Ceci est moins traumatisant pour le patient et permet ainsi de limiter les hématomes postopératoires ;
- après l’éveinage, les petites varices collatérales résiduelles peuvent être retirées pour un meilleur résultat esthétique. De minuscules incisions seront pratiquées par le chirurgien à travers lesquelles les varicosités résiduelles sont extraites avec un crochet. Cette technique porte le nom de phlébectomie.

Après que la veine aura été retirée, le sang continuera de circuler dans la jambe car il empruntera d’autres veines situées plus profondément dans la jambe.
Les deux membres peuvent être opérés le même jour et l’intervention dure entre 15 et 40 minutes par membre.
L’insuffisance veineuse est une pathologie évolutive. Dès lors, même si une varice qui a été correctement enlevée ne peut revenir, d’autres veines peuvent devenir variqueuses. C’est pourquoi, une surveillance régulière du système veineux est importante afin d’éviter l’apparition de nouvelles varices.
Les complications peuvent être la phlébite profonde (5,3 %), une embolie pulmonaire (0,06 %), une complication au niveau des plaies comme une infection (2,2 %), une atteinte nerveuse avec anesthésie résiduelle au niveau de la cheville.
Le taux de récidive est de 5-60 % à 10 ans selon les études. Il faut aussi souligner que cette chirurgie retire les troncs saphéniens qui peuvent être utiles dans l'avenir si le patient a besoin d'un pontage aorto-coronarien ou artériel des membres, car les troncs saphéniens, y compris chez le sujet porteur de varices, sont le plus souvent utilisables.

##### Suites opératoires
Après l’opération, des hématomes peuvent apparaître mais se résorberont au bout de trois semaines. Des ecchymoses le long de l’éveinage surviendront également et disparaitront au bout d’une dizaine de jours. Les cicatrices s’estomperont pendant l’année.
Les pansements peuvent être changés au bout du 3e jour et les fils ne doivent pas être enlevés car ils sont résorbables.
Dès le lendemain de l’opération, la marche est autorisée, voire recommandée. Un arrêt de travail de une à trois semaines est envisageable.
Le risque d’infection des incisions est très rare mais s’observent dans 5 à 10 % des cas sur l’incision du pli de l’aine. C’est pourquoi une consultation avec le chirurgien est nécessaire trois semaines après l’intervention.

#### Méthode CHIVA
La méthode CHIVA est l'acronyme de cure « Conservatrice et Hémodynamique de l'Insuffisance Veineuse en Ambulatoire »,. Il s'agit d'une intervention chirurgicale qui consiste à corriger les effets de la faiblesse des valves de reflux des veines, aussi appelée « incontinence valvulaire ». Cette condition est responsable de la dilatation de veines, dont les varices sont la partie visible.
L'intervention en ambulatoire, est basée sur la compréhension du système hémodynamique global. Un diagnostic échographique est d'abord réalisé. La méthode consiste à supprimer sous anesthésie locale par des ligatures précises les flux sanguins anormaux responsables de la dilatation variqueuse des veines. On pratique une à quatre petites incisions en moyenne, afin de procéder aux ligatures. Cette méthode tend à corriger la fonction veineuse afin de guérir les symptômes de l'insuffisance veineuse comme les varices, les œdèmes, les ulcères,.
Avec les méthodes non conservatrices (stripping, phlébectomie, laser, radiofréquence, sclérose, etc.), des veines variqueuses seront progressivement dilatées par le drainage normal des tissus qui ne peut plus emprunter les veines détruites. Par conséquent, la méthode CHIVA, respectueuse des veines et des drainages, est suivie de récidives de 2 à 5 fois moins fréquentes qu'après stripping au terme de dix ans,,,.
La supériorité de la cure CHIVA en matière de récidives par rapport au stripping est démontrée, à condition qu’elle soit réalisée par des praticiens expérimentés, ou encore en comparaison avec les méthodes de contention dans des études jugées de qualité moyenne. La méthode préserve le capital veineux qui sera utile en cas de nécessité d'un pontage coronaire ou artériel des membres, probabilité qui croît avec le vieillissement de la population.

#### Méthode ASVAL
Une autre méthode ayant aussi pour objectif d'être moins invasive que le stripping a été développée. Baptisée ASVAL (pour « Ablation Sélective des Varices sous Anesthésie Locale ») consiste en une ablation des varices par des micro-incisions sous anesthésie locale,. Il s'agit d'une phléboctomie en ambulatoire, dérivée de celle proposée par Robert Muller en 1956.

#### Méthode d'échothérapie
Dans le domaine des varices, la dernière avancée médicale est l’échothérapie par ultrasons focalisés de haute intensité (HIFU). Cette méthode est intégralement non-invasive et n’est pas nécessairement pratiquée en salle d’opération, à la différence des techniques existantes. En effet, la procédure consiste à traiter depuis l’extérieur du corps, capables de traverser la peau sans dommages, pour traiter les veines sur une zone ciblée. Ce qui ne laisse aucune cicatrice et permet au patient de  reprendre sa vie quotidienne dans la foulée.

#### Sclérothérapie
La sclérothérapie permet la destruction de la veine, après ponction de cette dernière, par différentes méthodes : laser, radiofréquence, vapeur d’eau, injection de mousse sclérosante… Le laser endoveineux, la radiofréquence et la vapeur d'eau sont des techniques endoveineuses moins agressives et les suites opératoires sont moins douloureuses que le stripping (arrachage des veines variqueuses). Cependant, l'ANSM met en garde sur les risques liés à la sclérothérapie lors de l'utilisation de sclérosants liquides ou sous forme de mousse.
Le laser endoveineux consiste à introduire une petite fibre optique dans la veine à traiter qui sera ensuite obstruée par un faisceau laser.
La radiofréquence, quant à elle, consiste à amener un cathéter pourvu d’une électrode dans la veine afin d’élever la température jusqu'à 85 °C. La veine chauffée va s’obstruer, ce qui mènera ainsi à son occlusion.
Le traitement par vapeur d'eau est un traitement qui consiste à chauffer la veine malade grâce à des pulses de vapeur d'eau, ce qui provoque la sclérose de la veine. La vapeur d'eau a montré des résultats similaires au laser et à la radiofréquence et présente de nombreux avantages post-opératoires pour le patient, : bons résultats esthétiques, peu de douleur, etc.
L'injection de mousse fibrosante sous guidage échographique est réalisée en ambulatoire sous guidage échographique au cabinet du praticien, son coût social est de loin le plus réduit, avec des bons résultats. Les suites sont le plus souvent simples, ne nécessitant aucun arrêt d'activité.
L'ensemble de ces techniques est, au moins, aussi efficace qu'une chirurgie traditionnelle, le laser semblant être la méthode ayant les meilleurs résultats, aboutissant à la meilleure qualité de vie à long terme.

#### Traitements thermiques
Les alternatives opératoires sont endovasculaires et correspondent à l’occlusion par radiofréquence (RF) ou par laser (LEV). Ces traitements thermiques sont réalisés sous guidage échographique et anesthésie locale dite « tumescente ».
La HAS a réévalué l’inscription sur la liste des actes remboursés de la procédure d’occlusion de grande veine saphène par radiofréquence par voie veineuse transcutanée. Elle recommande, comme en 2008, l’inscription au remboursement de cette technique de traitement des varices afin de permettre l’encadrement et le suivi des pratiques professionnelles en voie de diffusion alors que les données cliniques restent insuffisantes.